# Nerdlen
Nerdlen település Németországban, Rajna-vidék-Pfalz tartományban. Lakosainak száma 260 fő (2023. december 31.).

## Népesség
A település népességének változása:
| Lakosok száma | 156  | 221  | 243  | 242  | 244  | 234  | 260  |
|               | 1975 | 2014 | 2017 | 2019 | 2021 | 2022 | 2023 |